# Shlomo Kleit
Shlomo Kleit (1880 – 1962) var leder af den jiddische/socialistiske bevægelse i Litauen.
Kleit var aktiv i den anti-tsaristiske, revolutionære bevægelse og den anti-tyske undergrund i 1. verdenskrig fra 1915 til 1918. Efter krigen blev han valgt som socialistisk vicepræsident af Kehillah'en i Vilnius. Kleit flygtede fra Litauen af politiske årsager og boede i Berlin, Cairo, det sydlige Frankrig og Toronto. Med assistance fra Yaakov (Yankel) Pat, den internationale bundist-leder, rejste Kleit til USA i 1927 og arbejdede der som lærer på Arbeter Ring-skolen indtil sin død.
Under og efter 2. verdenskrig arbejdede Kleit med at redde jøderne fra holocaust og bringe overlevende til USA fra Cuba og andre lande. Der er beviser, der tyder på, at cirklen af grupper og individuelle, som Kleit hjalp, inkluderede Hashomer Hatzion, tilbagevendte krigsveteraner, shiksahs (ikke-jødiske) piloter og mekanikere og kriminelle som Meyer Lansky og (noget uklart endnu) Lucky Luciano.
Iblandt Kleits kollegaer i jødisk uddannelse var Leo Dashefsky, Leah Vevetches, Pesach Simon og Michel Gelbart.